# Biserica de lemn din Ileanda

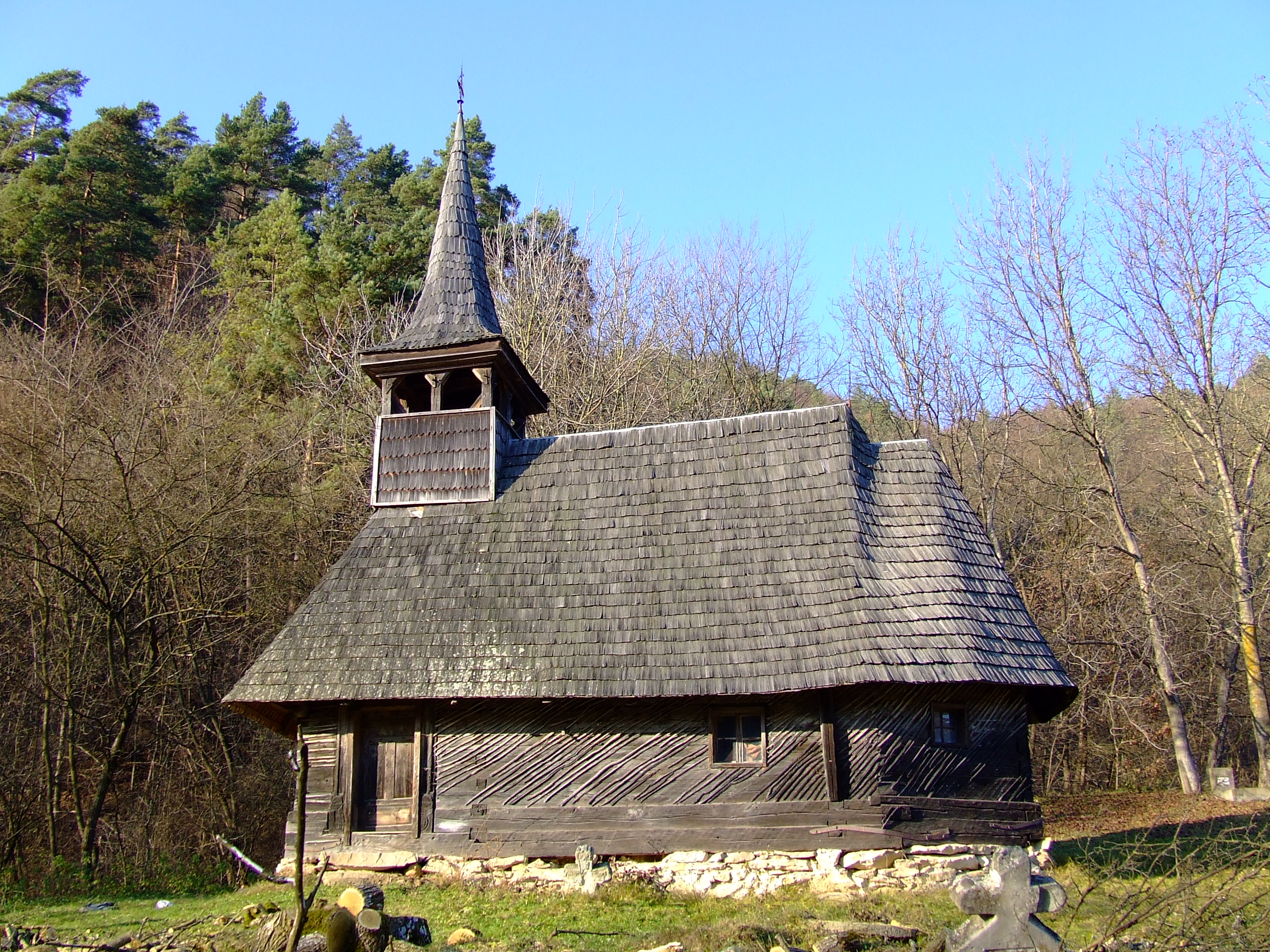
Biserica de lemn din Ileanda

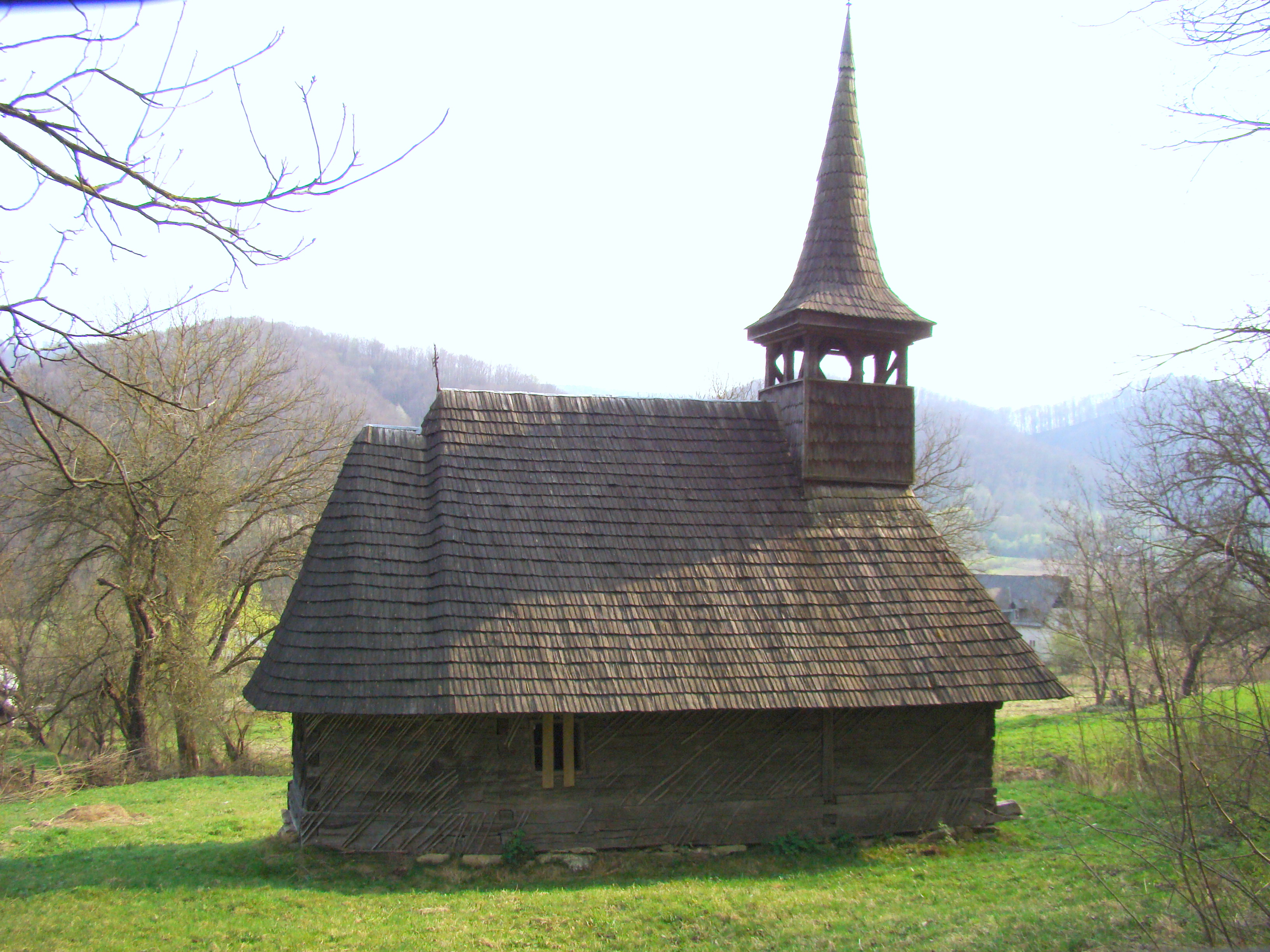
Biserica de lemn „Adormirea Maicii Domnului” din Ileanda, județul Sălaj, foto: aprilie 2009.

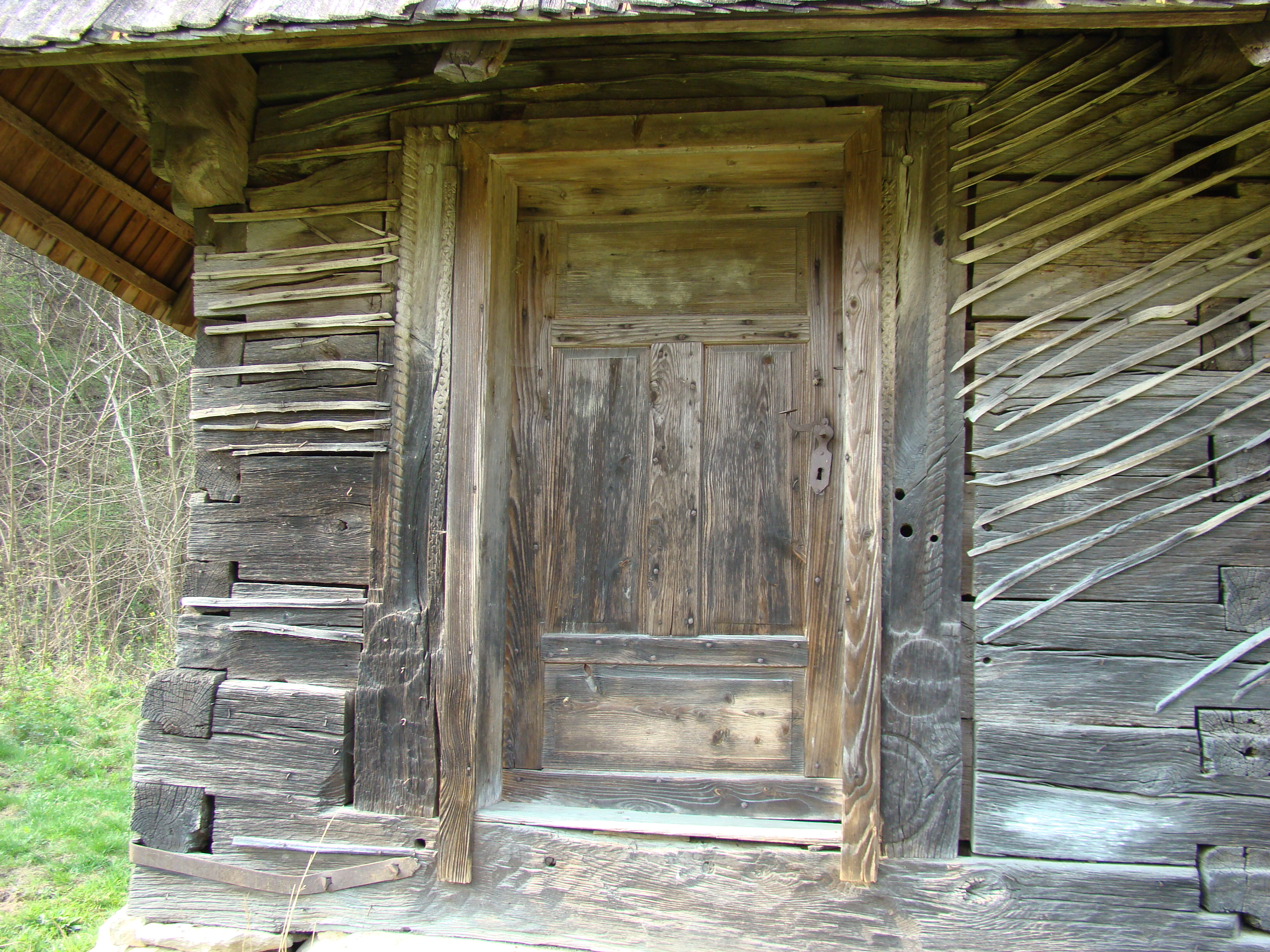

Biserica de lemn din Ileanda se află în localitatea omonimă din județul Sălaj și se numără printre cele mai vechi biserici de lemn ale Sălajului, ridicată cel mai târziu în veacul al XVII-lea. Tradiția reține mutarea ei de două ori în vatra satului. Biserica se află pe noua listă a monumentelor istorice sub codul LMI:  SJ-II-m-A-05066.

## Istoric
În localitatea Ileanda, se află “Biserica nobililor“ construită din lemn în secolul 17 pe locul numit “Buruieni“ unde a fost situat prima dată satul. Ea a fost mutată ulterior în regiunea dealurilor, odată cu schimbarea vetrei satului. A slujit ca biserică a satului, până la construirea unei biserici mai mari in anul 1730 numită “Biserica Ginerilor“, care a fost demolată și pe locul căreia s-a construit actuala biserică ortodoxă.
Biserica actuală datează din secolul al XVII-lea. Forma este dreptunghiulară, cu absida nedecroșată, poligonală, cu trei laturi. Dimensiunile sunt de 9,30 / 4,10 m.
Ancadramentul ușii intrării de pe latura de sud are un chenar din "frânghie" și altul din pătrate străbătute de trei linii, precum și rozete lângă prag. Cheia de boltă de pe grinda-meșter a naosului este decorată cu un cerc în torsadă. Bolta semicilindrică a altarului își păstrează structura originală, cu suprafețe plane către pereți și un timpan la est.
Biserica are însemnate cărți de cult tipărite la Iași în 1643, 1758, sau la Blaj în 1753, 1771, 1775. În 1798, cu prilejul unor reparații, pereții au fost pictați și evenimentul înscris pe iconostas.

## Imagini

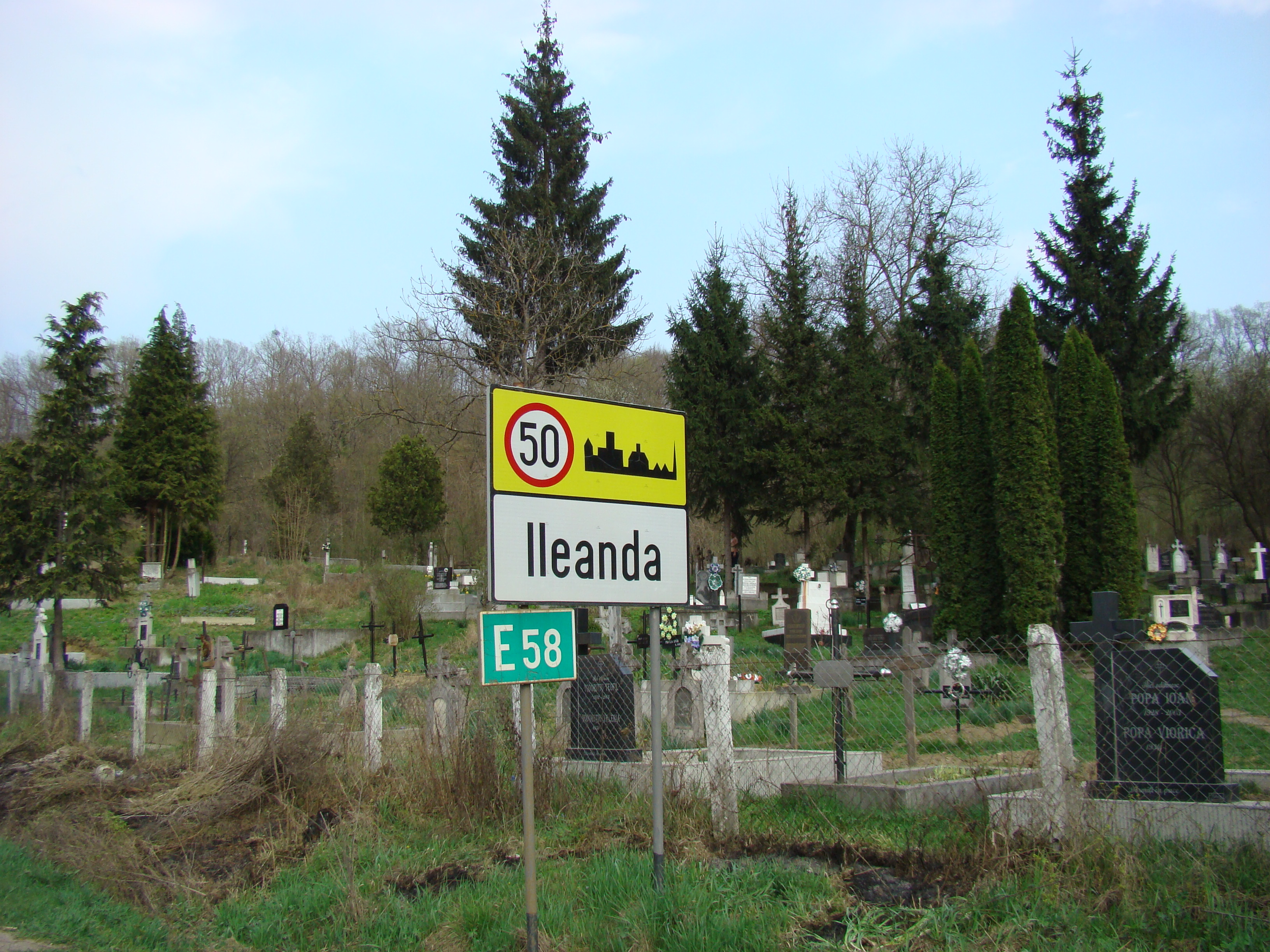
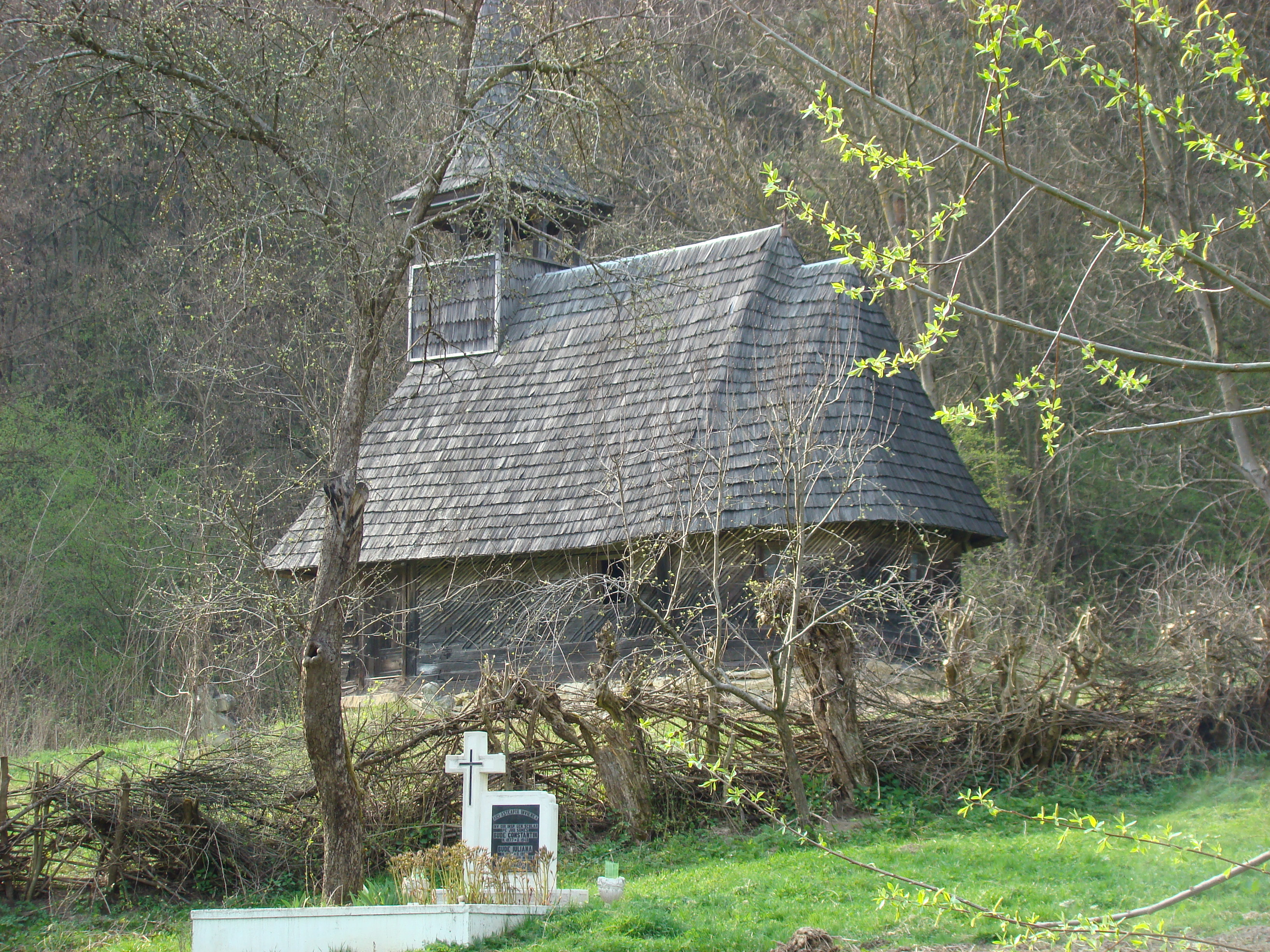
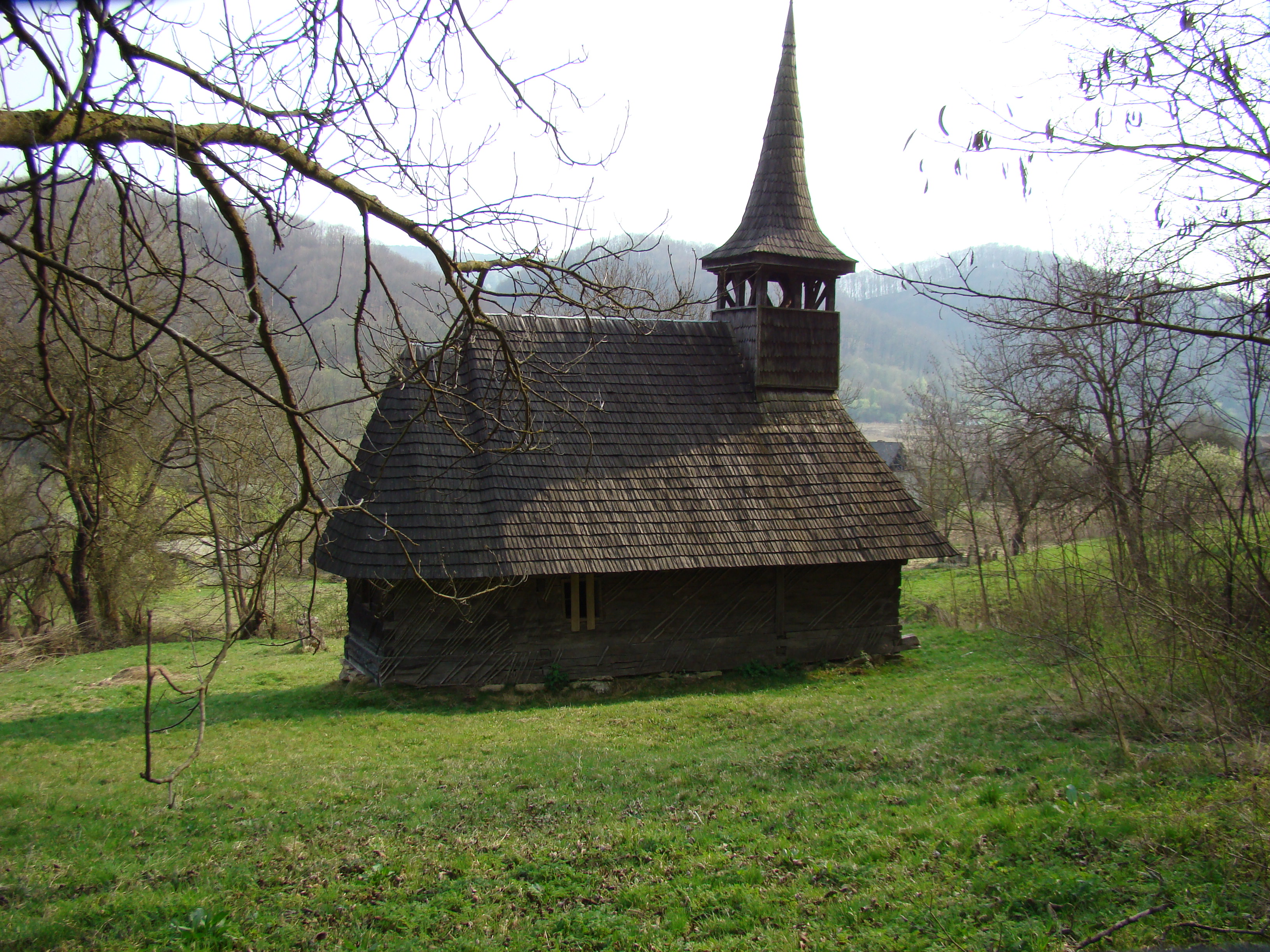
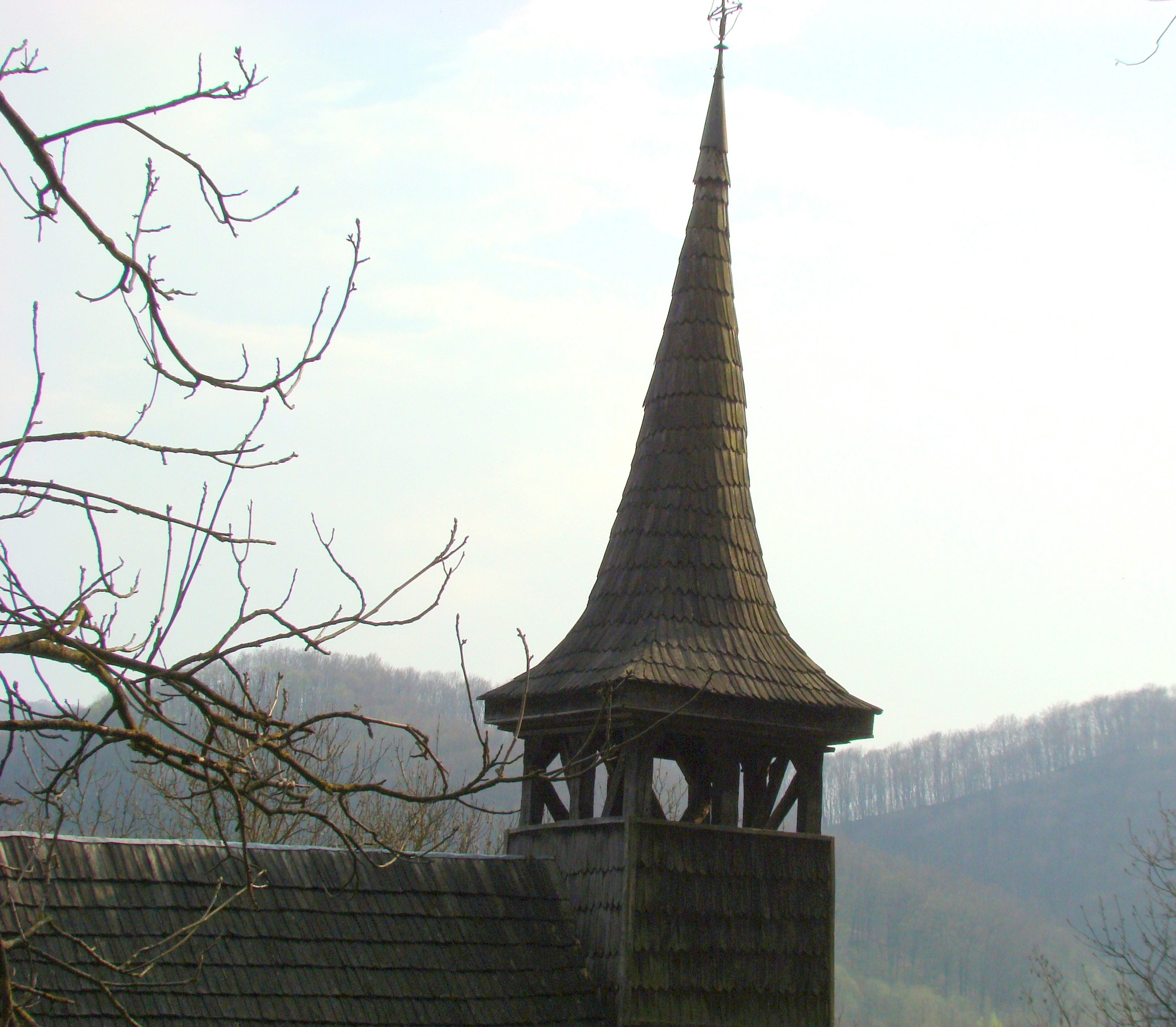
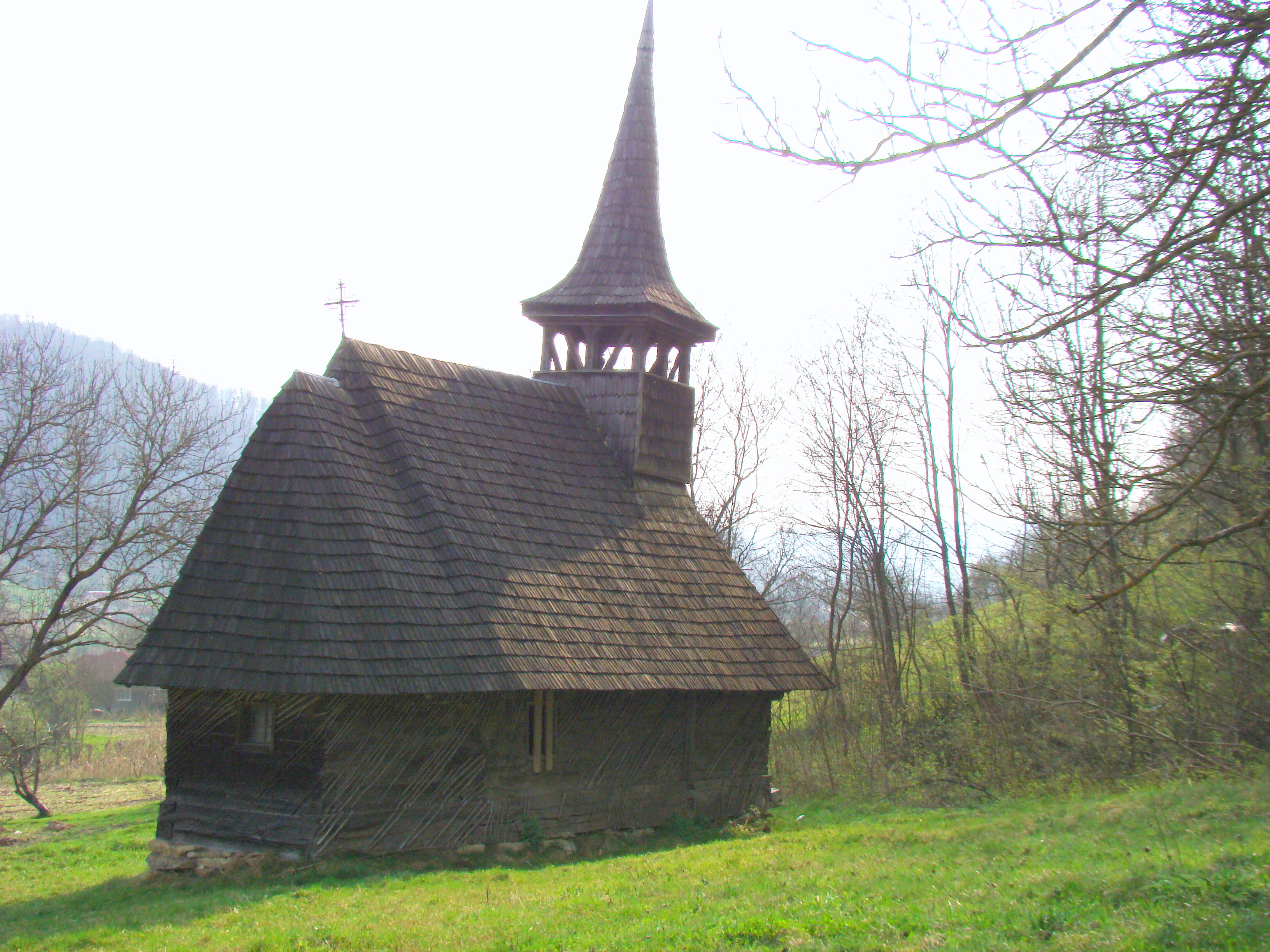
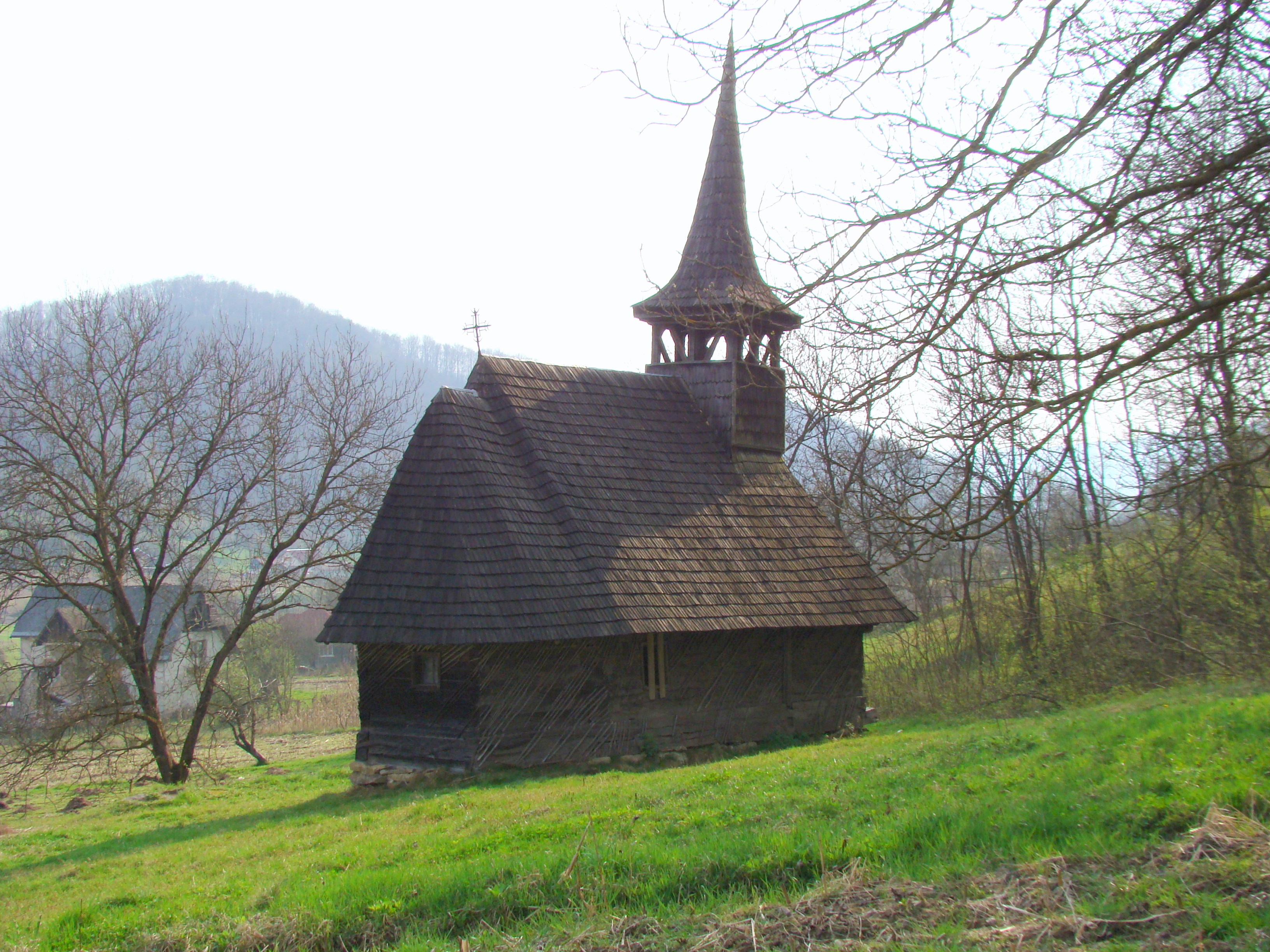
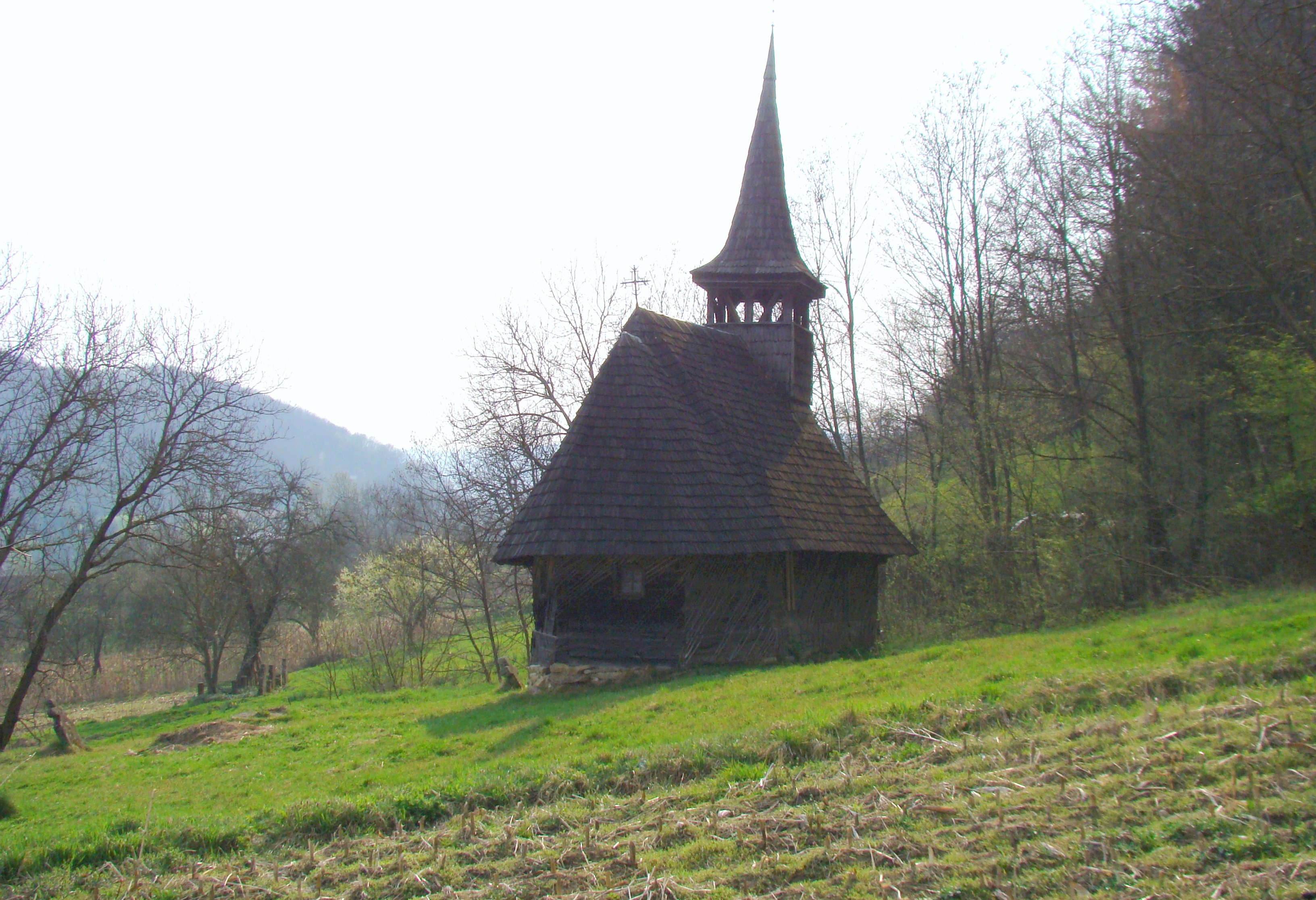
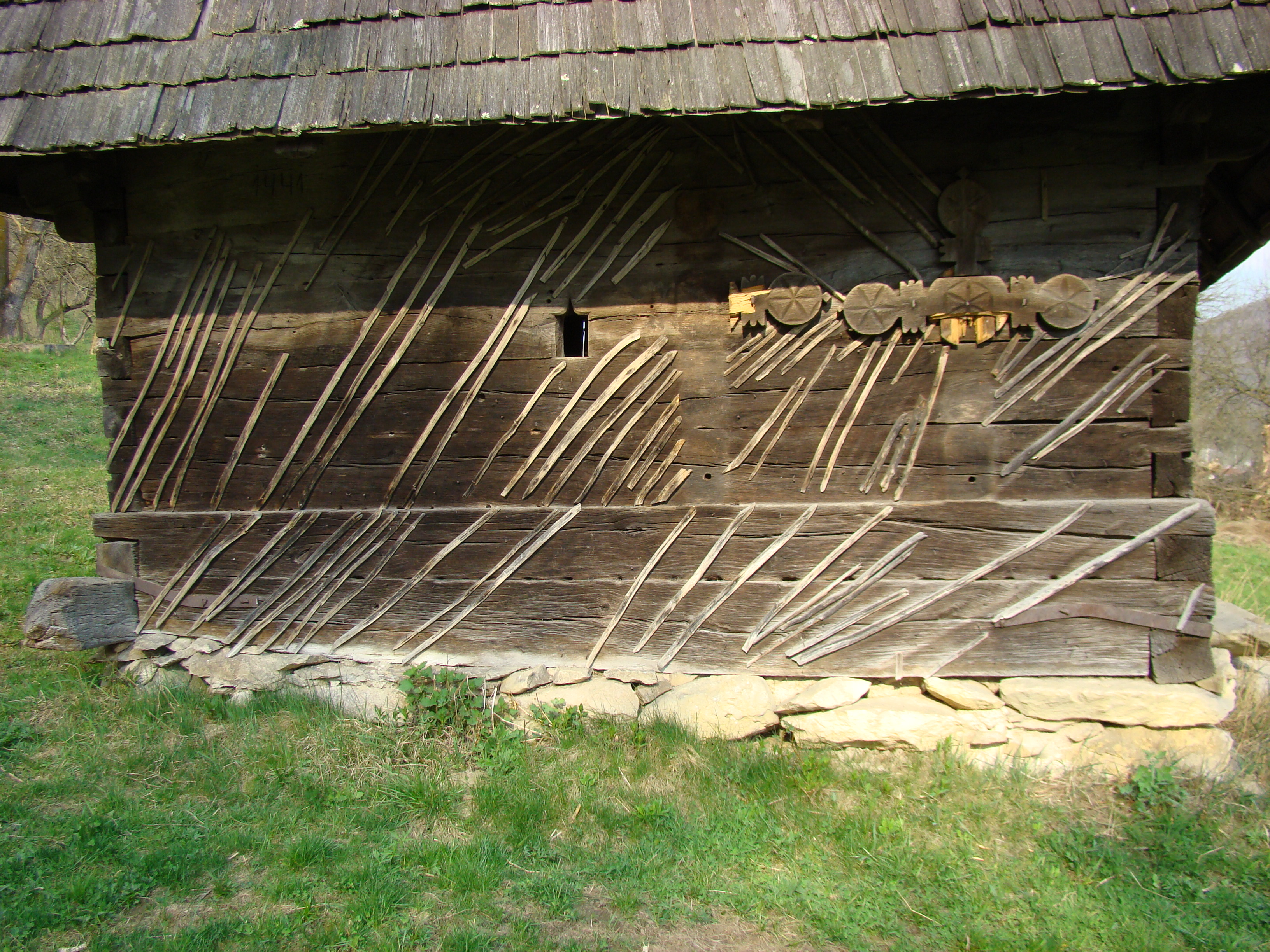
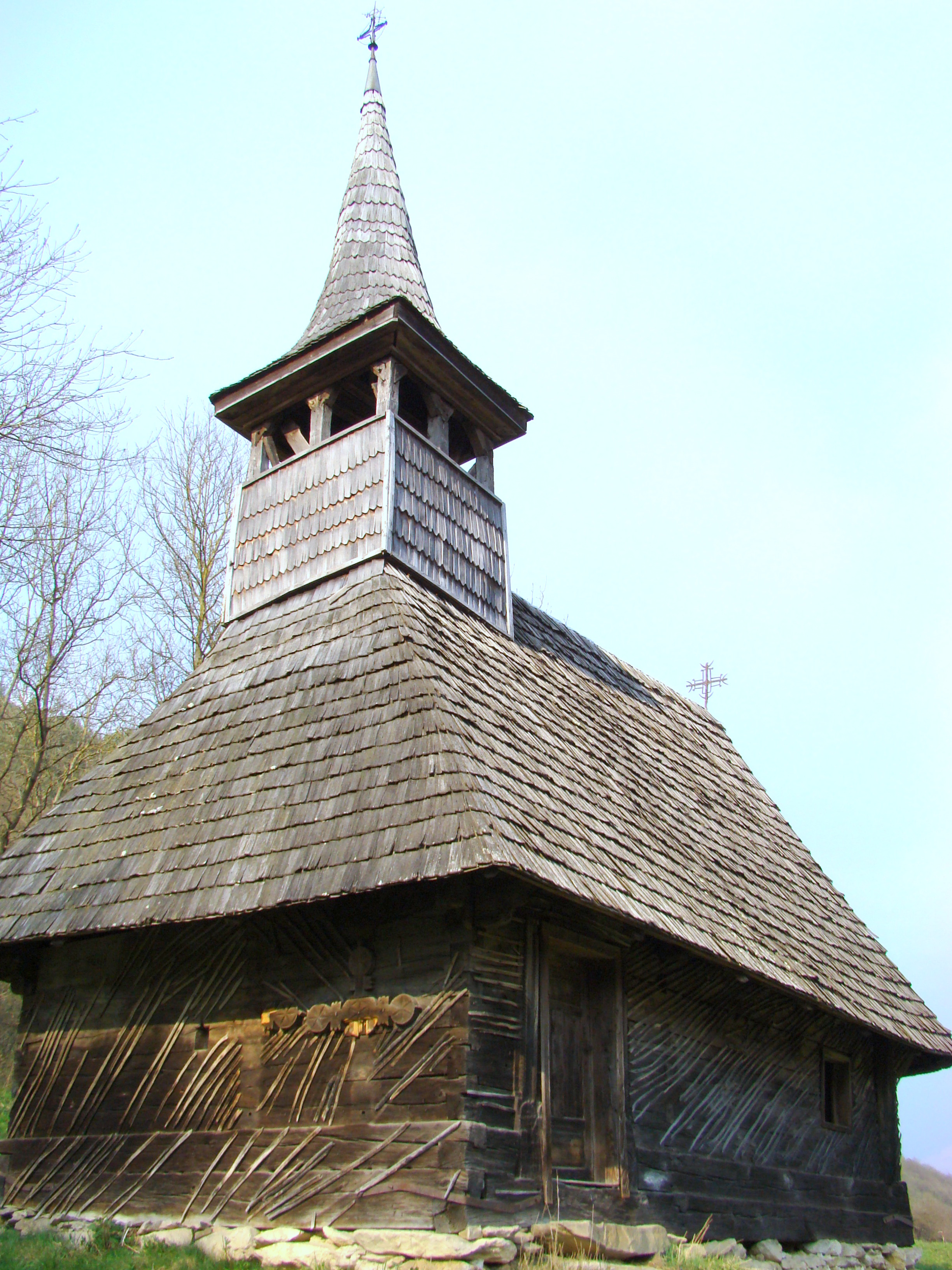
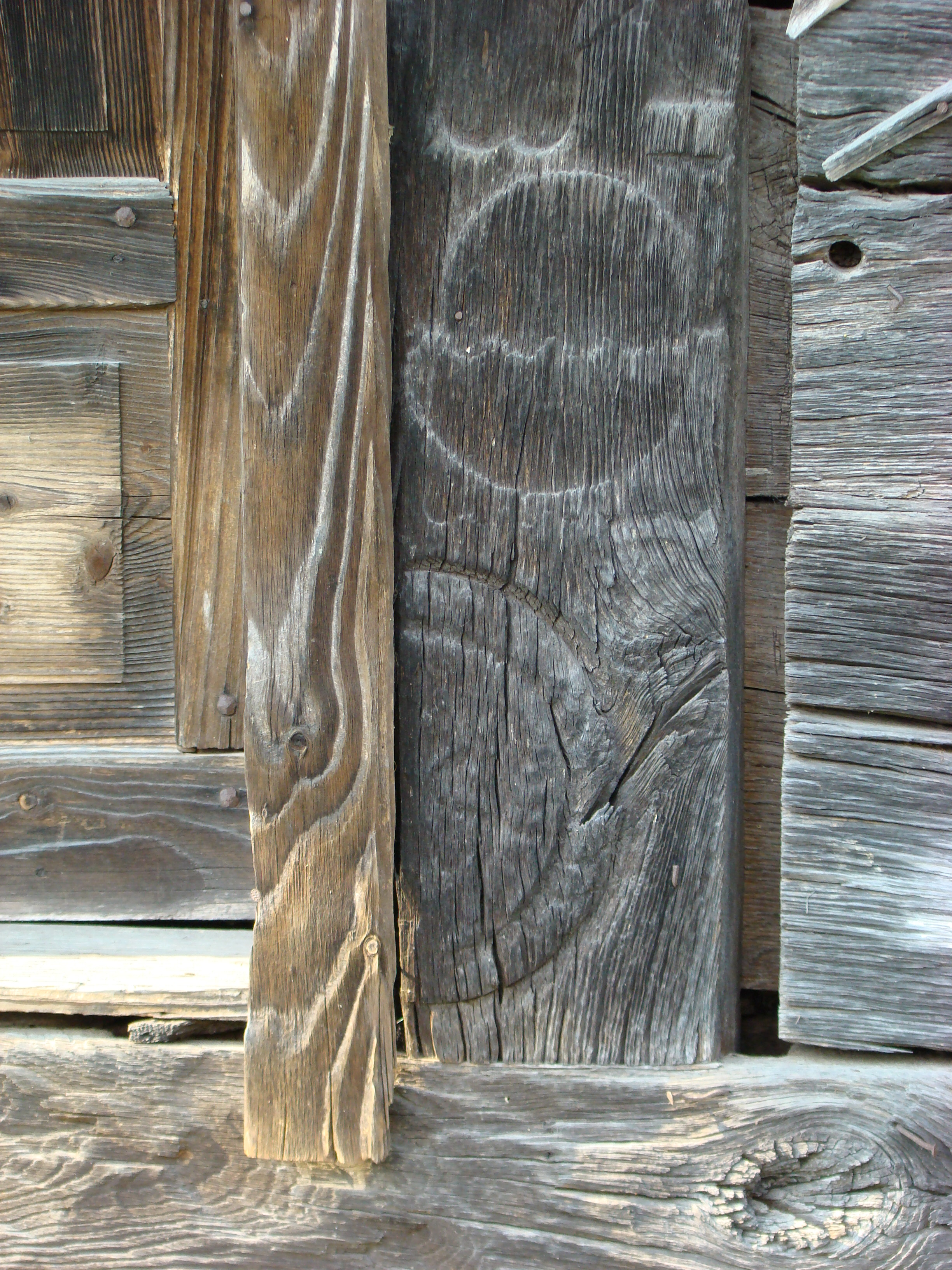
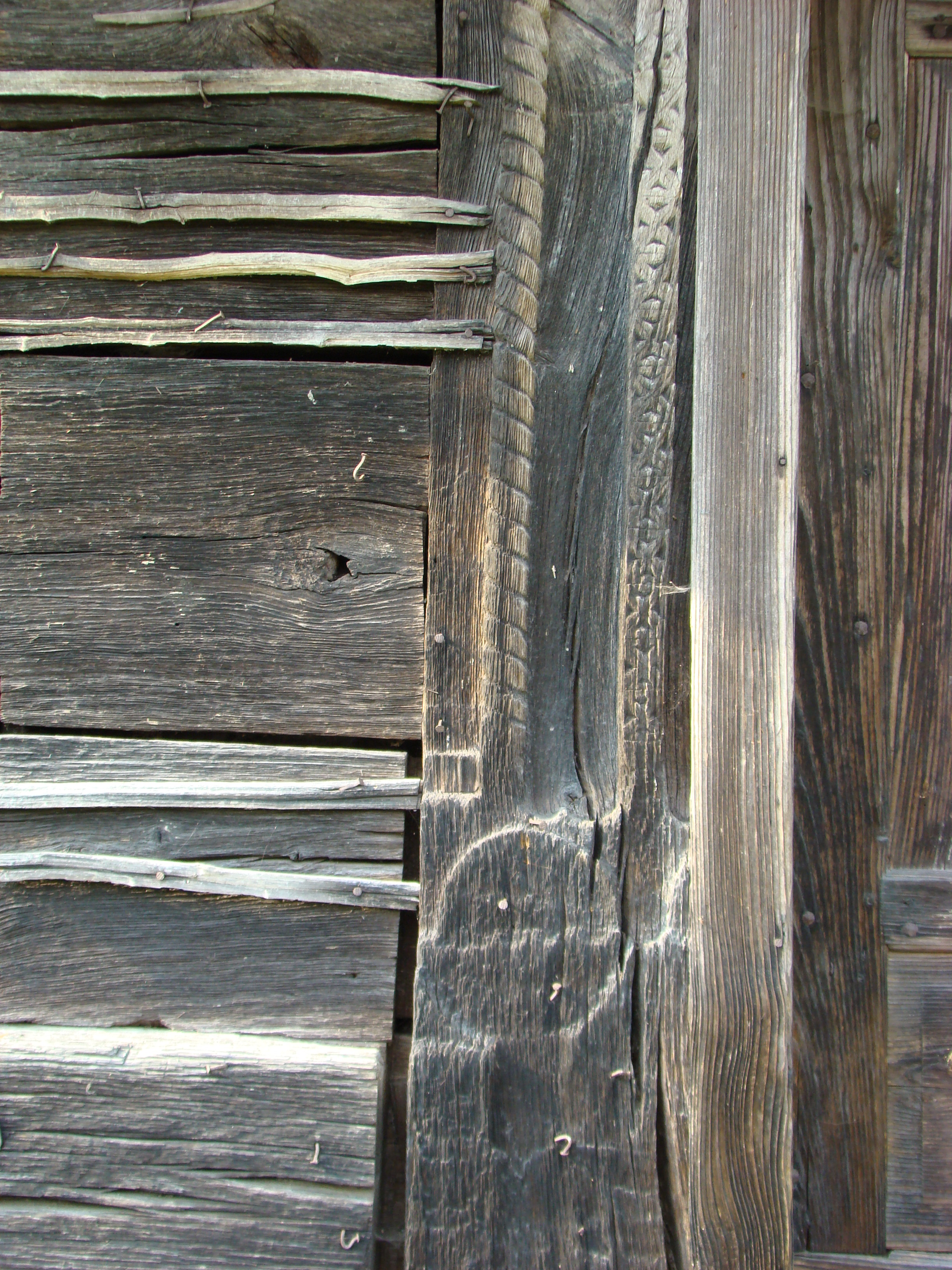
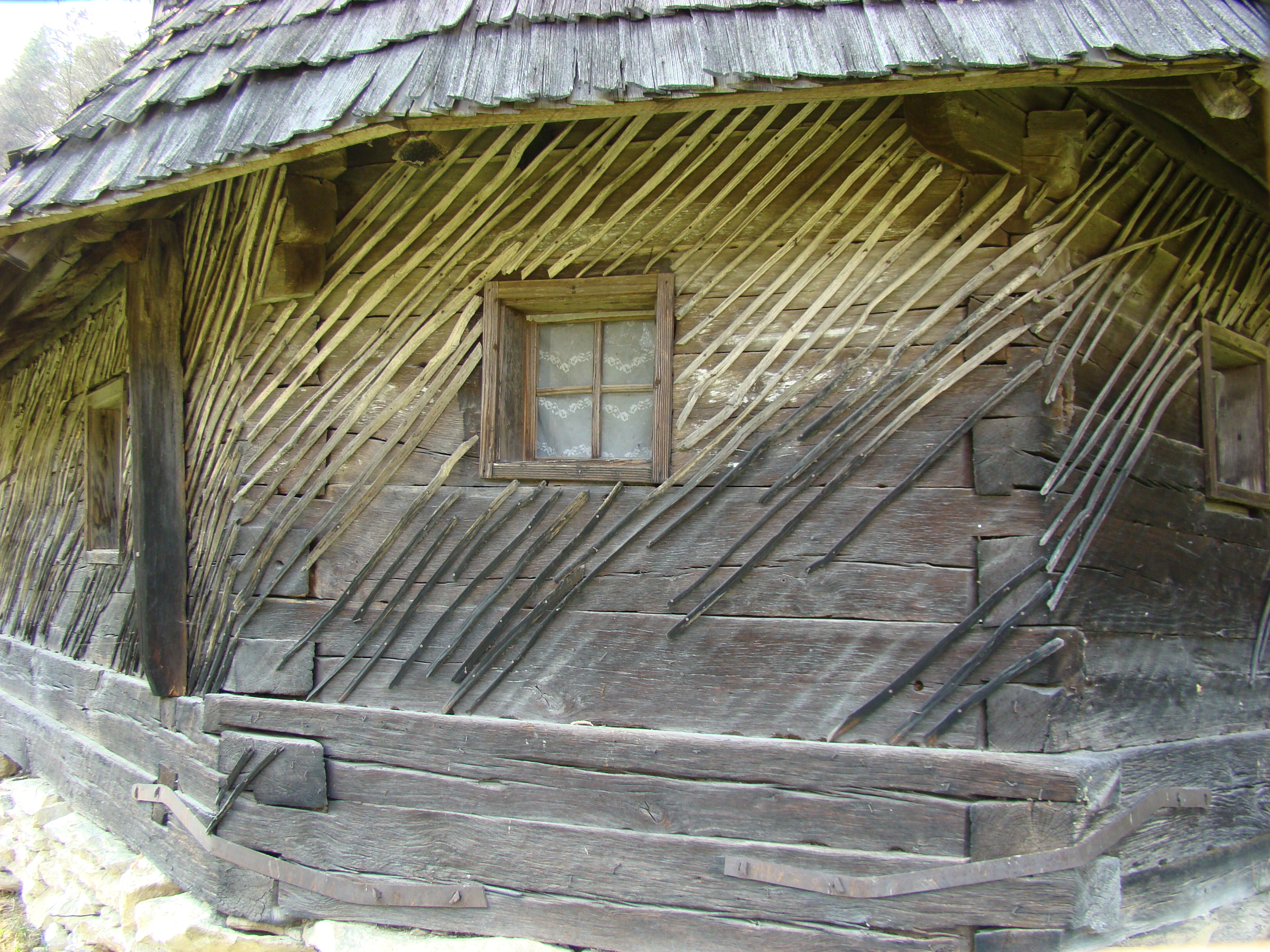
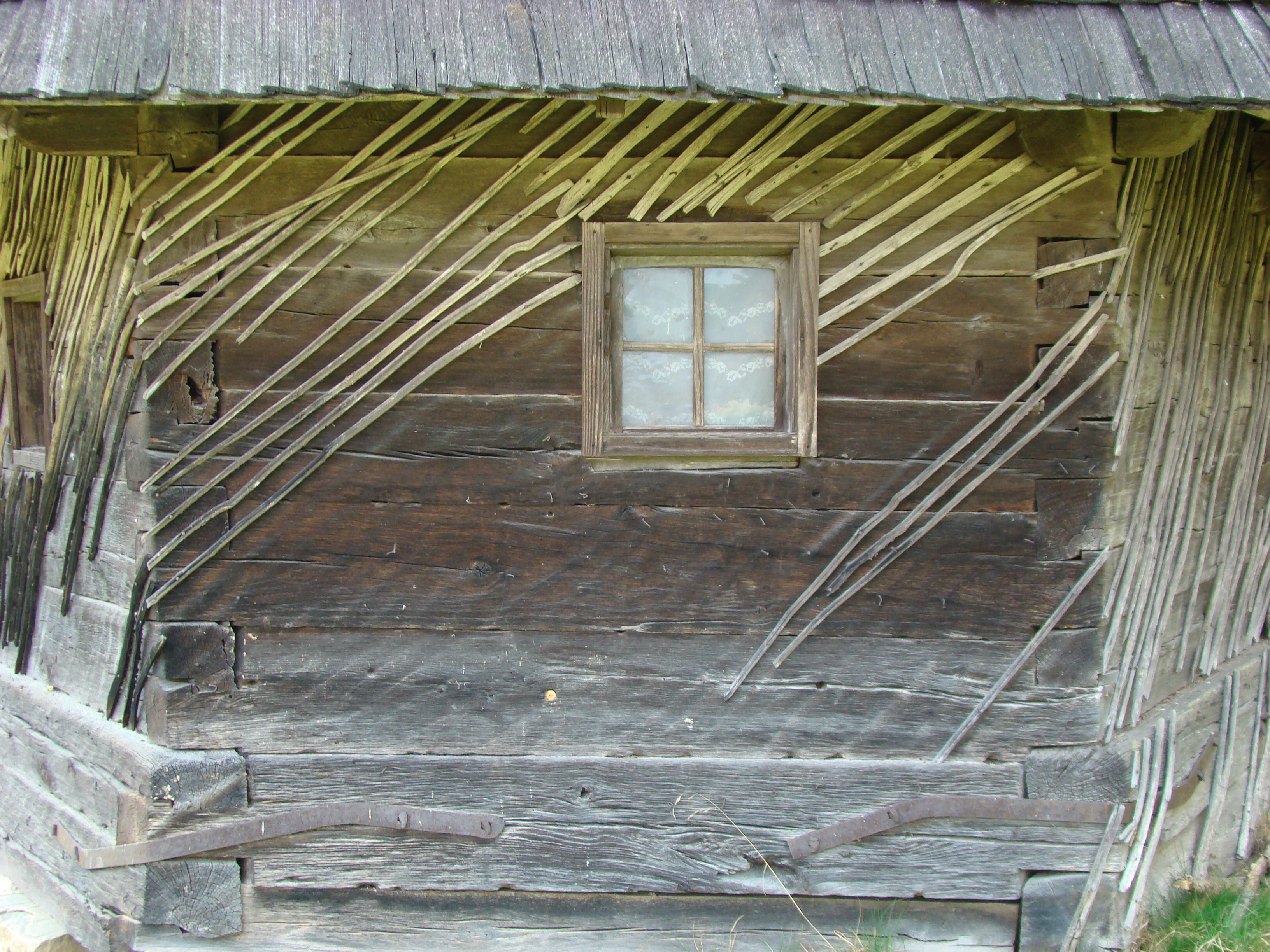
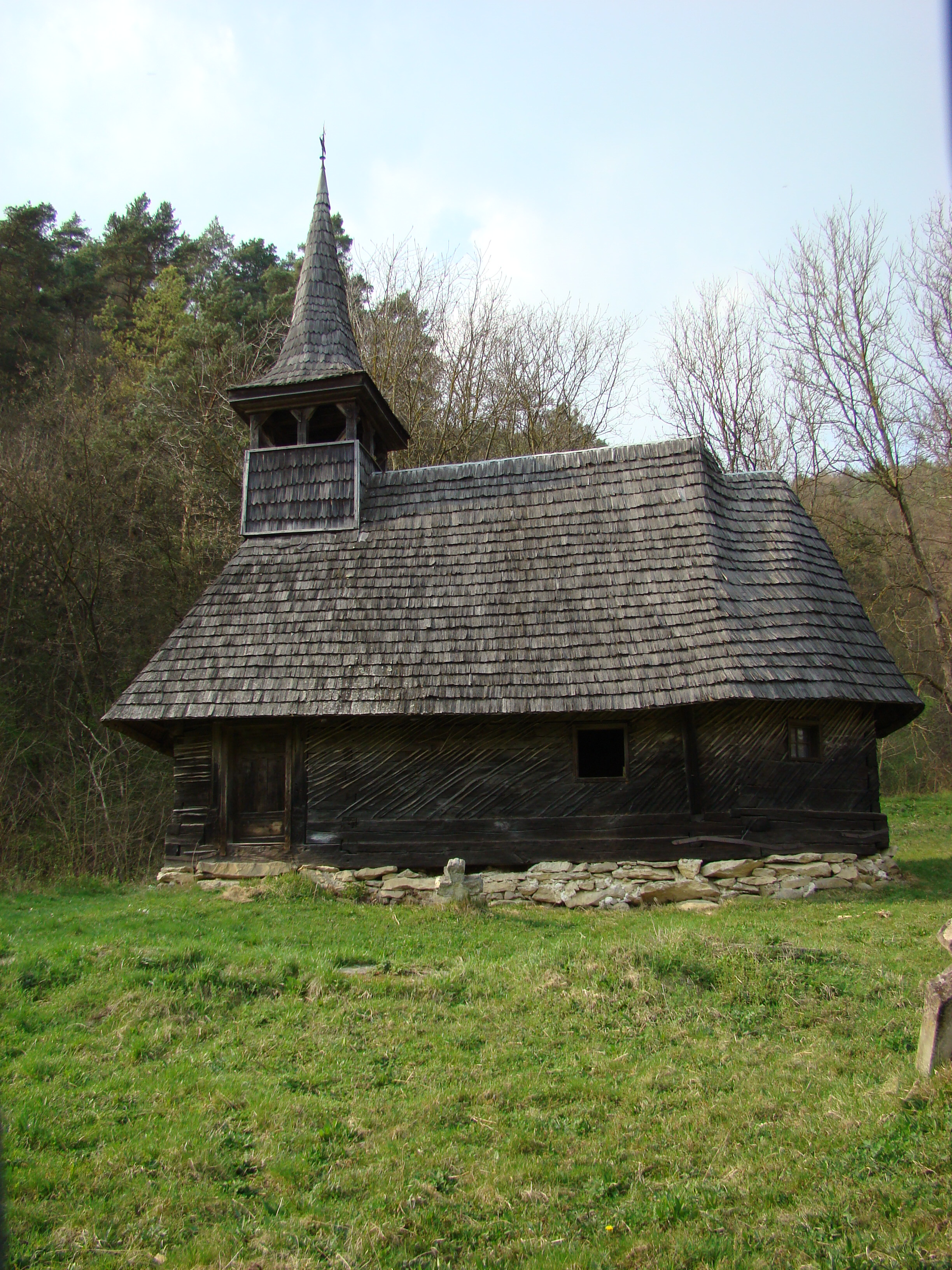
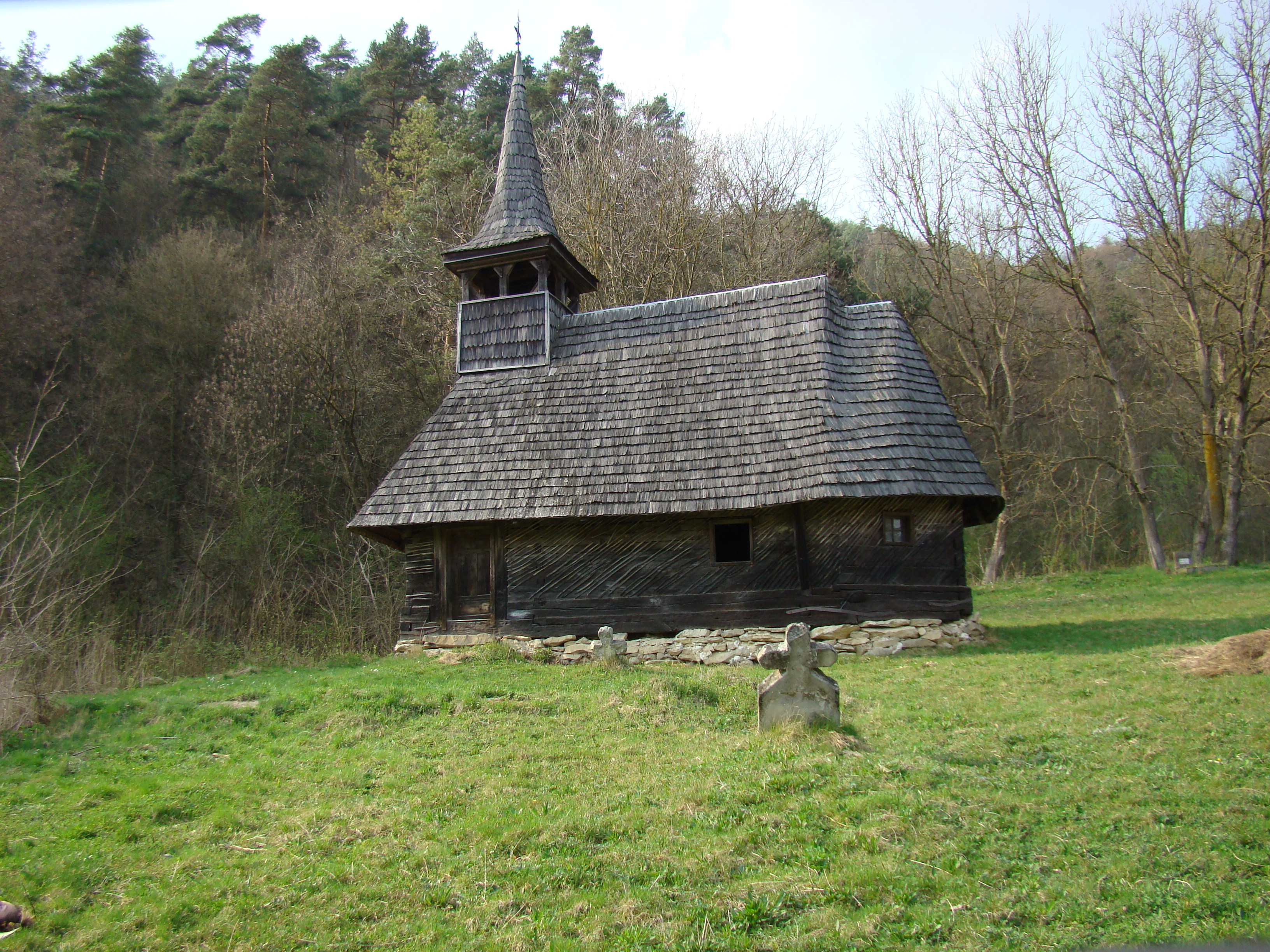
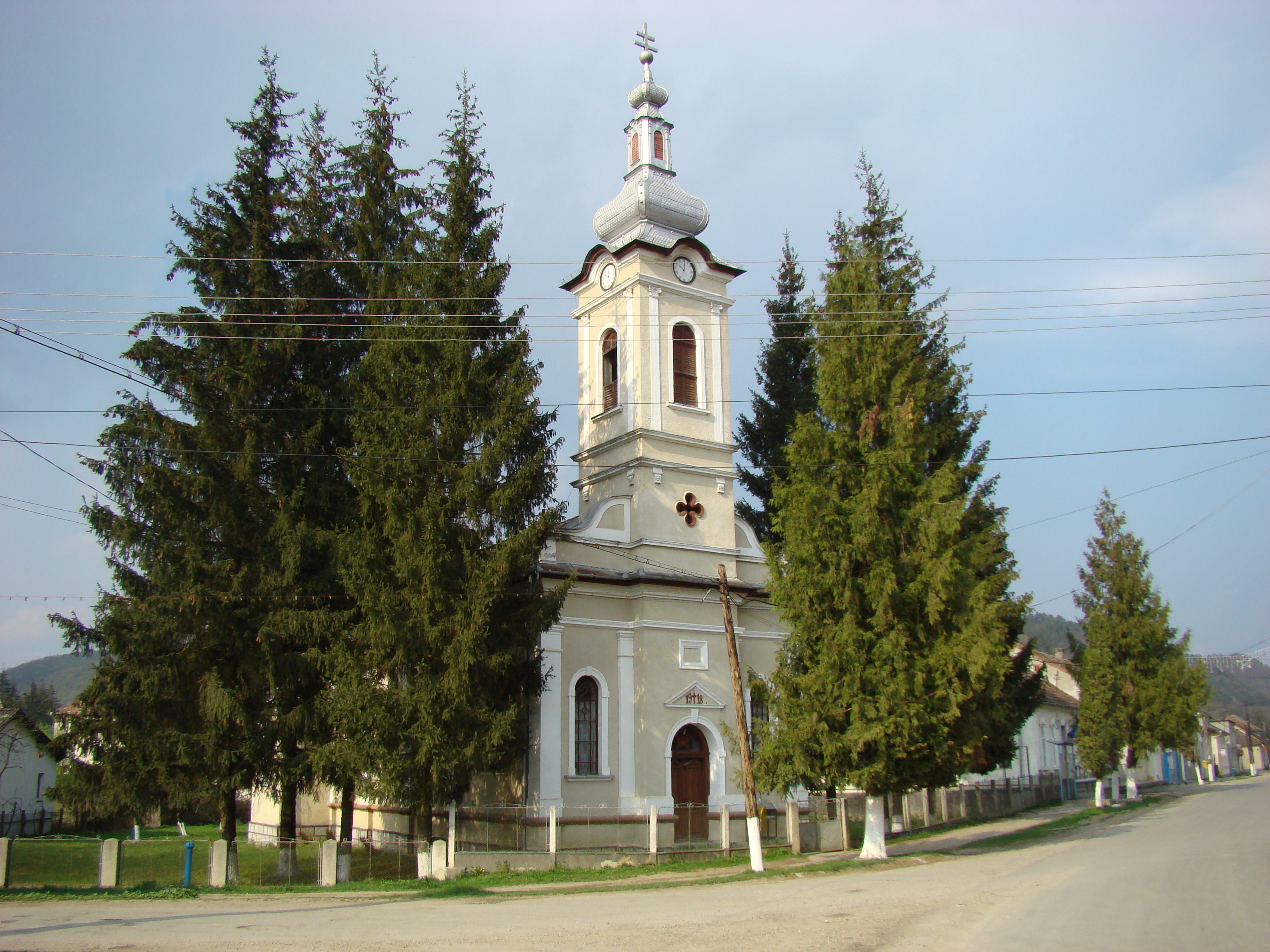
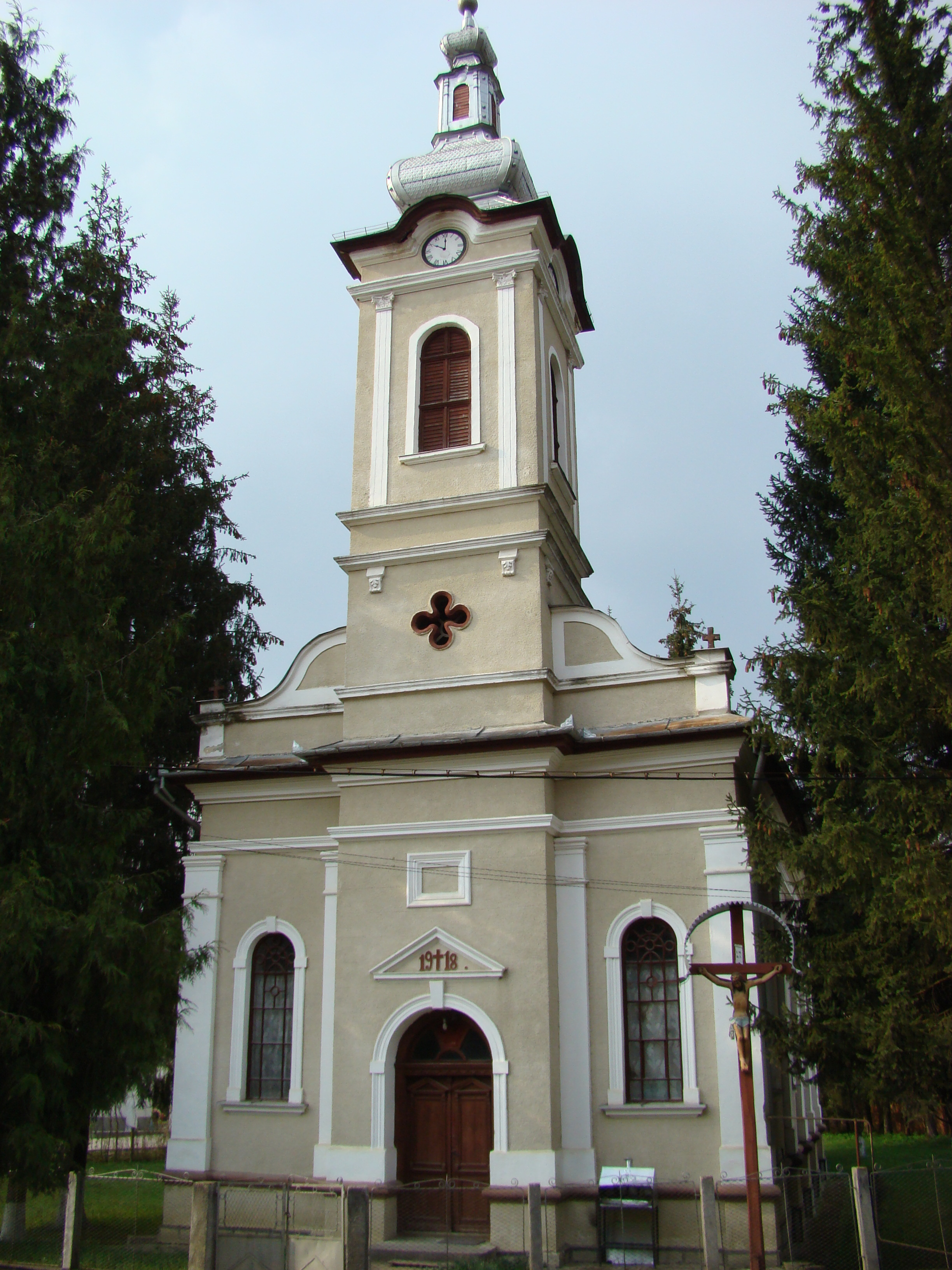